# ティルサ・ツチヤ
ティルサ・ツチヤ・カスティヨ（Tilsa Tsuchiya Castillo、1928年9月24日 - 1984年9月23日）は、ペルーの日系二世の画家・版画家である。ペルーの神話や伝説を題材としている。ツチヤは、ペルーの絵画界に最も影響を与えた人物の一人とみなされている。
ツチヤの作品は「ジェンダーとアイデンティティ」という現代的な問題に取り組んでおり、初期のシュルレアリストと結びつけられている。
2023年から、ペルーの最高額紙幣である200ソル紙幣にツチヤの肖像画が使われている。

## 若年期
ツチヤは1928年9月24日にリマの北にあるスペ地区で生まれた。父の土屋芳五郎（1878年 - 1947年）は日本の千葉県生まれで、アメリカで医学を学んだ後1905年にペルーに渡った。母のマリア・ルイサ・カスティヨは中国人移民の血を引いている。ツチヤは8人兄弟の7番目だった。レンブラントの絵画の複製を見て芸術に目覚め、8歳の時に絵を学び始めた。

## 教育
1947年にリマのペルー国立高等美術学校に入学した。しかし、同年に父を、その2年後に母を亡くした。両親を喪ったことで学業を中断し、兄とともに窓や額縁を作る店を始めた。
その後学校に戻り、画家マヌエル・サパタ・オリウエラから学んだ他、カルロス・キズペス・アシンやリカルド・グラウの工房に入った。在学中から、ユニークな個性と画風が注目されていた。1959年に優秀な成績で学校を卒業し、グラン・メダッラ・デ・オロの絵画部門を受賞した。在学中の1957年にはセグンド・プレミオ・デル・サロン・ミュニシパルを受賞した。1960年にフランスに渡り、エコール・デ・ボザールで版画と彫刻を、ソルボンヌ大学で美術史を学んだ。フランスには1970年代中頃まで滞在した。この時期のツチヤの作品は、ミニマリズム的で暗いトーンであるのが特徴である。

## キャリア
1968年に現代美術協会で開催された展覧会に出品された作品は、想像的で露骨に性的な表現をした小判型の構図が評判となった。1970年にテクノキミカ賞を受賞し、芸術家としてのキャリアを確実なものにした。1975年にペルーに戻った。それ以降、ツチヤの作品は、ヨーロッパの影響を受けつつも、ペルーの先住民の神話や伝説を取り入れ、ファンタジーや物語の要素を持つようになった。1979年の第15回サンパウロ・ビエンナーレにペルー代表として参加した。

## 私生活
1948年に第一子となるオルランド・コルネホ・ツチヤ(Orlando Cornejo Tsuchiya)を出産した。1963年にフランス人のシャルル・メルシエ(Charles Mercier)と結婚した。同年にフランス国籍を取得し、第二子のジル・メルシエ・ツチヤ(Gilles Mercier Tsuchiya)を出産した。
1984年9月23日に癌で死去した。

## 作品一覧

### 絵画
- Arlequín (1955) Propiedad del Banco del Nuevo Mundo (en liquidación)
- Bodegón (1956)
- Músicos Andinos (1968)
- Cuarteto indio (1967)
- Aro Negro (1968)
- Soledad (1968)
- Niña en la noche (1968)
- Los comensales (1968)
- Aguas superiores (1969)
- Machu Picchu (1970)
- Bodegón con pato (1971)
- Guardián del viento (1971)
- Paraiso (1971)
- Canto de guerra santa (1972)
- La gran madre (1972)
- Mito de los sueños (1974)
- Escorpión (1974)
- Mujer volando (1974)
- El mito del pájaro y las piedras (1975)
- Mito del fruto (1975)
- Mito de la laguna (1975)
- Tristán e Isolda (1974–1975)
- El mito del guerrero rojo (1976)
- Mito del árbol (1976)
- Mito de la mujer y el vuelo (1976)
- Pelícano (1978)
- Mujer y mono (1979)
- La mujer de las islas (1979)

### デッサン
- Dibujo a tinta con acuarela (S/t) (1970)
- Macchu Picchu (1971)
- Dibujo a tinta con tempera (S/t) (1973)

### 彫刻
- El puma de agua (1970) :0

### 版画
- Litografía (S/t) (1976)